# Partia Ludowa – Dan Diaconescu
Partia Ludowa – Dan Diaconescu (rum. Partidul Poporului – Dan Diaconescu, PP-DD) – rumuńska partia polityczna, działająca w latach 2010–2015, deklarująca się jako ugrupowanie centrowe, określana jednocześnie jako formacja populistyczna i nacjonalistyczna.
Ugrupowanie założył Dan Diaconescu, rumuński prezenter telewizyjny i twórca stacji OTV. Jej powołanie ogłosił w 2010 wkrótce po krótkotrwałym aresztowaniu w związku z podejrzeniem szantażu. Formalnie na czele ugrupowania stanął jego brat Mario Diaconescu. W 2012 na pierwszym kongresie partii jej przewodniczącą została Simona Man.
W wyborach lokalnych z czerwca 2012 PP-DD zajęła trzecie miejsce. Również trzeci wynik odnotowała w wyborach parlamentarnych z grudnia tegoż roku – uzyskała ponad 11% głosów, wprowadzając 47 deputowanych i 21 senatorów. Mandatu nie uzyskał Dan Diaconescu, przegrywając w okręgu jednomandatowym z Victorem Pontą. W pierwszym roku kadencji parlamentu partię opuściła ponad połowa parlamentarzystów, w wyniku dalszych odejść utraciło możliwość posiadania frakcji w obu izbach parlamentu.
Partia bez powodzenia wystartowała w wyborach europejskich w 2014, otrzymując w nich 3,7% głosów. W czerwcu 2015 ugrupowanie przyłączyło się do Narodowego Związku na rzecz Rozwoju Rumunii.